# The Extended Phenotype
The Extended Phenotype (mit dem Untertitel The Gene as the Unit of Selection sowie später The Long Reach of the Gene) ist ein 1982 erschienenes populärwissenschaftliches Sachbuch des englischen Evolutionsbiologen Richard Dawkins. 1999 wurde eine revidierte Version mit einem Nachwort des Philosophen Daniel Dennett publiziert. Die deutschsprachige Ausgabe erschien im Jahr 2010 unter dem Titel Der erweiterte Phänotyp: Der lange Arm der Gene. Das Konzept des Extended Phenotype betrachtet Dawkins als seinen Hauptbeitrag zur Evolutionstheorie.

## Inhalt

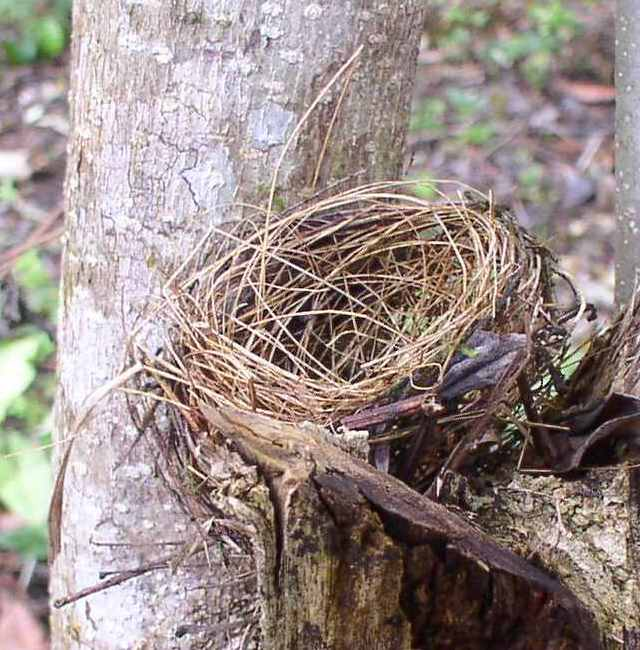
Nester sind ein typisches Beispiel für den erweiterten Phänotyp von Lebewesen

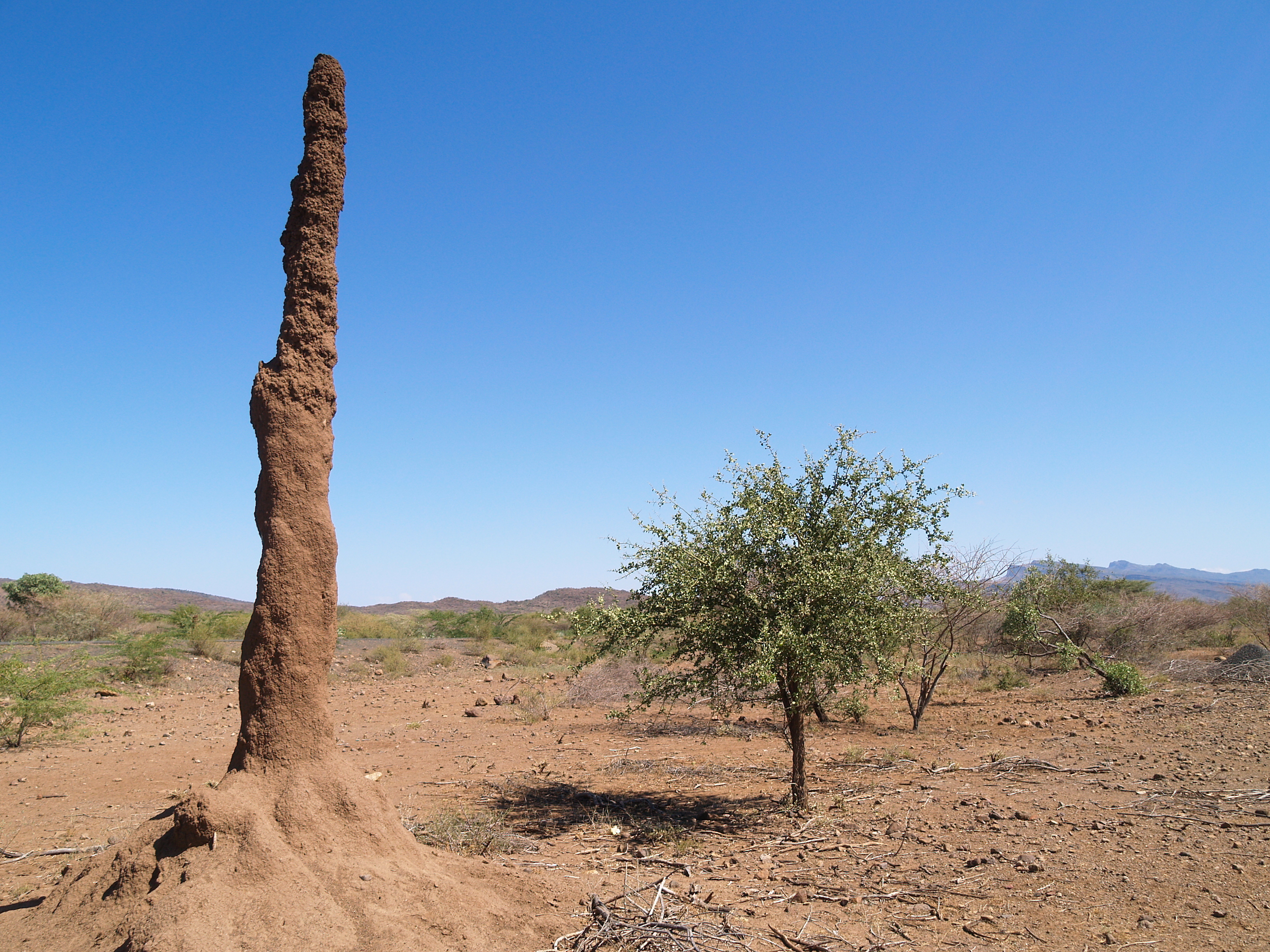
3 Meter hoher Termitenhügel in Kenia:
ein kleines Tier mit sehr auffälligem erweitertem Phänotyp

Dawkins erweitert die bereits in seinem früheren Buch Das egoistische Gen entwickelte Idee, dass ein Organismus eine von seinen Genen konstruierte „Überlebensmaschine“ sei, um die Chancen der Gene auf ihre Verbreitung im Genpool zu maximieren. In The Extended Phenotype behandelt er das Thema von einem technischeren Standpunkt aus, vor allem auch, um der Kritik an Das egoistische Gen entgegenzutreten.
Dawkins formuliert in diesem Buch seine These des Extended Phenotype weiter aus. Der Einfluss eines Gens könne nur im Kontext mit seinen konkurrierenden Allelen gesehen werden. (Verschiedene Allele eines Gens haben unterschiedliche Auswirkungen auf den Phänotyp. So könnten zum Beispiel verschiedene Allele für die Fellfarbe eines Tieres existieren, und die Farbe würde durch das im Genom eines Tierexemplars vorhandene Allel bestimmt.) Im klassischen Sinne ist der Phänotyp die Summe aller äußerlich feststellbaren Merkmale eines Individuums, jedoch will Dawkins mit seiner Definition des Extended Phentoype die Summe aller Effekte eines Gens beschreiben. Als Beispiele führt Dawkins Gene an, welche nicht den klassischen Phänotyp (mit Merkmalen wie Größe, Haarfarbe oder Augenfarbe) verändern, sondern das Verhalten eines Organismus und seine Interaktionen mit der Umwelt steuern. Ein weiteres Beispiel wäre ein Gen in einem Parasiten, das ein bestimmtes Verhalten seines Wirts verändert, womit sich das Gen selbst einen Überlebensvorteil verschafft (indem nämlich der Wirt sich für den Parasiten vorteilhafter verhält und dieser seine Gene vermehrt weitergeben kann – siehe Beispiel bei Weblinks). Folglich spricht Dawkins vom „Gen für sachgerechte Biberdämme“ im Bibergenotyp, mit sehr indirekter und langreichweitiger Wirkung. Dawkins fasst seine These wie folgt zusammen:

“An animal’s behaviour tends to maximize the survival of the genes ‘for’ that behaviour, whether or not those genes happen to be in the body of the particular animal performing it.”

„Das Verhalten eines Tieres tendiert dazu, das Überleben der Gene ‚für‘ dieses Verhalten zu maximieren, egal ob diese Gene sich nun zufällig im Körper gerade jenes Tieres befinden, das dies ausführt.“

Wie bereits im Egoistischen Gen versucht Dawkins auch in diesem Buch, die Evolutionstheorie vermehrt mit dem einzelnen Gen im Zentrum zu sehen anstelle von Organismen oder gar Arten. Denn, so argumentiert er, schlussendlich sei es das einzelne Gen, welches Erfolg habe und im Genpool verbleibe oder nicht, und dies kann unabhängig von Arten und Rassen sein (so werden bestimmte, sehr erfolgreiche Gene bei fast allen lebenden Organismen gefunden).